# Tilman Spreckelsen
Tilman Spreckelsen (geboren 1967 in Kronberg im Taunus) ist ein deutscher Redakteur, Autor und Herausgeber.

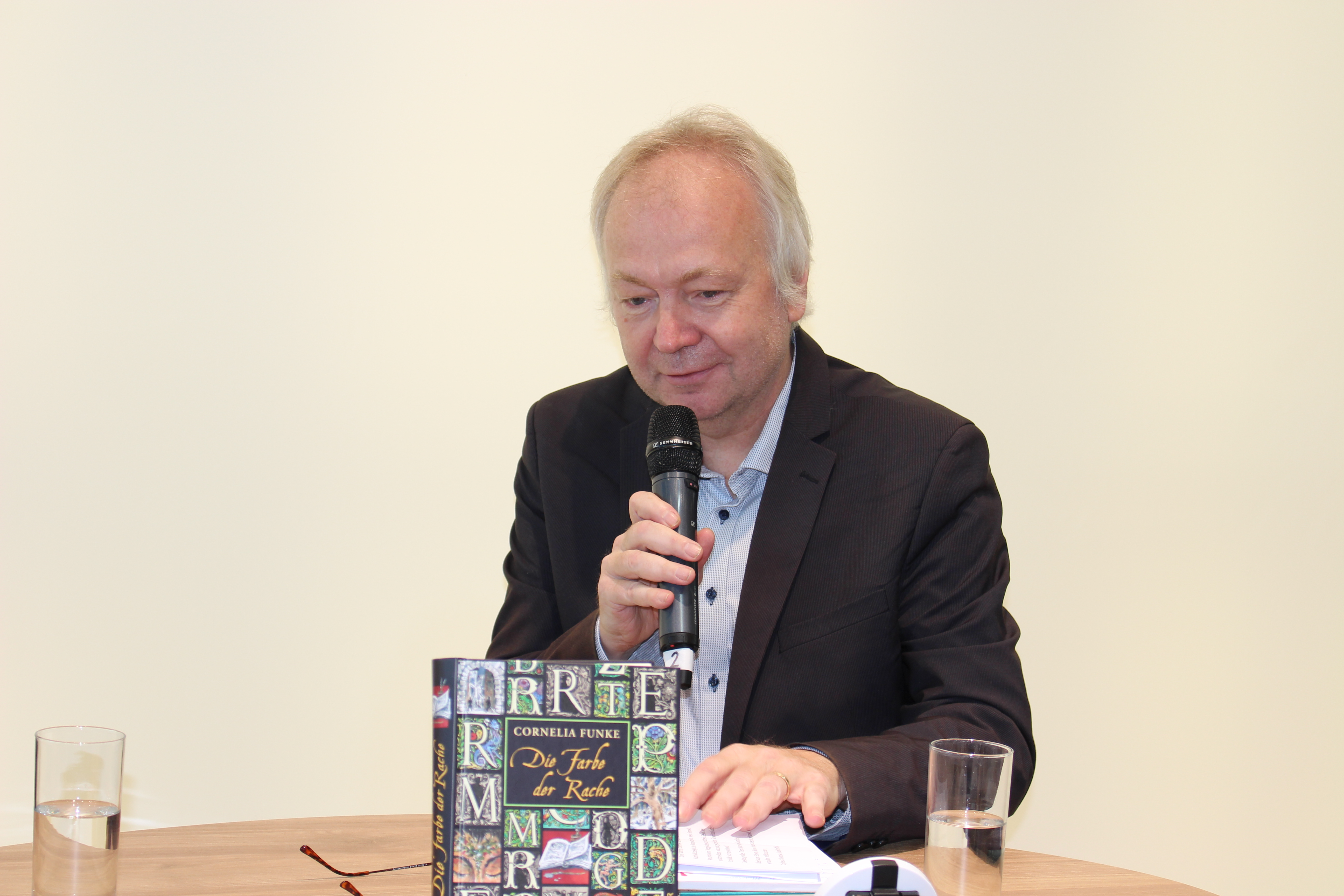
Tilman Spreckelsen (2023)

## Leben
Nach dem Abitur und dem Zivildienst studierte Spreckelsen Germanistik und Geschichte in Freiburg im Breisgau. Er promovierte 1998 mit einer Arbeit zum „Künstlichen Menschen“ im Werk Karl Immermanns. Seine Tätigkeit bei der Frankfurter Allgemeine Zeitung (FAZ) begann er 2001 mit einer Hospitanz. Von Mai 2001 bis März 2003 war er Redakteur im Literaturressort und wechselte anschließend in das Wissenschaftsressort der Frankfurter Allgemeinen Sonntagszeitung. 2016 kehrte er ins Literaturressort der FAZ zurück.
Neben seiner redaktionellen Tätigkeit ist er auch Autor und Herausgeber vieler Bücher und Anthologien, unter anderem der Kinder- und Jugendbuchreihe Die Bücher mit dem blauen Band.
Mit Das Nordseegrab veröffentlichte er 2014 seinen ersten Kriminalroman. Der Protagonist ist der junge Theodor Storm, der sich 1843 in Husum als Jurist niederließ und in einen Mordfall verwickelt wird. Spreckelsen erhielt hierfür 2014 den Theodor-Storm-Preis. In der Begründung der Jury der Theodor-Storm-Gesellschaft heißt es: „Es handelt sich um ein subtiles, von Ideenreichtum funkelndes, nicht selten liebevoll augenzwinkerndes Fortschreiben von Storms erzählten Welten, das zugleich einen ganz eigenen Ton trifft und so auf kunstvolle und unterhaltsame Weise Leben und Werk Theodor Storms weit über den Kreis der Storm-Leser und -Forscher hinaus aktualisiert.“

## Preise und Auszeichnungen
- 2014: Theodor-Storm-Preis.[5]
- 2015: Dietrich-Oppenberg-Medienpreis der Stiftung Lesen.[6]
- 2016: Erster Grimm-Bürgerdozent der Stadt Hanau und des Institutes für Jugendbuchforschung der Johann Wolfgang Goethe-Universität Frankfurt am Main.[7]

## Werke
- Hg.: Mein Vater, der Held: Vom Glanz und Elend des Vatertums. Eichborn Verlag, Frankfurt 2005. ISBN 978-3-8218-5764-0.
- Augenblicke: Geschichten vom Sehen. Fischer Verlag, Frankfurt 2006. ISBN 978-3-1007-7450-7.
- Gralswunder und Drachentraum : ein Streifzug durch die Artuswelt, Frankfurt, M.: Eichborn 2007, Reihe: Die Andere Bibliothek, ISBN 978-3-8218-4760-3
- Der dämonische Liebhaber: Unheimliche Geschichten. Fischer Verlag, Frankfurt 2009. ISBN 978-3-5969-0200-2.
- Du bist mein Mond: Geschichten und Gedichte. Fischer Verlag, Frankfurt 2010. ISBN 978-3596902385.
- Königskinder: Herzbrechende Liebesgeschichten. Galiani Verlag, Berlin 2010. ISBN 978-3-8697-1012-9.
- zusammen mit Ulf von Rauchhaupt: Heilige für Eilige. Wann sie helfen, wer sie sind. 100 Kurzporträts. Herder Verlag, Freiburg 2010. ISBN 978-3-451-06258-2.
- Der Mordbrand von Örnolfsdalur und andere Isländer-Sagas. Galiani Verlag, Berlin 2011. ISBN 978-3-8697-1046-4.
- Kalevala: Eine Sage aus dem Norden. Illustriert von Kat Menschik. Galiani Verlag, Berlin 2014, ISBN 978-3-86971-099-0.
- Das Nordseegrab. Ein Theodor-Storm-Krimi. Fischer Taschenbuch Verlag, Frankfurt am Main 2015, ISBN 978-3-596-19483-4.
- Der Nordseespuk. Ein Theodor-Storm-Krimi. Fischer Taschenbuch Verlag, Frankfurt am Main 2016, ISBN 978-3-596-03441-3.
- Der Nordseeschwur. Ein Theodor-Storm-Krimi. Fischer Taschenbuch Verlag, Frankfurt am Main 2017, ISBN 978-3-596-29828-0.
- Die Nordseefalle. Ein Theodor-Storm-Krimi. Fischer Taschenbuch Verlag, Frankfurt am Main 2020, ISBN 978-3-596-70386-9.
- Das Nordseekind. Theodor Storm ermittelt. Aufbau Taschenbuch Verlag, Berlin 2023, ISBN 978-3-746-64010-5.
- Otfried Preußler. Ein Leben in Geschichten. Thienemann-Esslinger Verlag, Stuttgart 2023, ISBN 978-3-522-20293-0.